# Пристава под Рако
Пристава под Рако (словен. Pristava pod Rako) је насељено место у општини Кршко, Посавска регија, Словенија.

## Историја
До територијалне реорганизације у Словенији била је у саставу старе општине Кршко.

## Становништво
У попису становништва из 2011. године, Пристава под Рако је имала 10 становника.
| Број становника према пописима | Број становника према пописима | Број становника према пописима |
| ------------------------------ | ------------------------------ | ------------------------------ |
| 1991                           | 2002                           | 2011                           |
| 22                             | 20                             | 10                             |

Напомена: До 1953. исказивано под именом Пристава.